# トリプリケート (デイヴ・ホランドのアルバム)
『トリプリケート』(Triplicate) は、ジャズ・ベーシストのデイヴ・ホランドがECMから1988年にリリースしたアルバム。このアルバムは、ホランドが、スティーヴ・コールマン、ロビン・ユーバンクス、ケニー・ホイーラー、マーヴィン・”スミッティ”・スミスと本格的に組んでいた最初のクインテットを解散した後、初めて出したアルバムであった。コールマンは、このアルバムのセッションに引き続き参加した唯一のメンバーであり、ドラムスには、マイルス・デイヴィスやチック・コリアのバンド、またゲイトウェイでホランドと共演してきたジャック・ディジョネットが加わった。

## 評価
Allmusicのレビューを書いたスコット・ヤナウは、星4つとし、「well-rounded date（内容豊富）」と評した。
| 専門評論家によるレビュー | 専門評論家によるレビュー |
| レビュー・スコア         | レビュー・スコア         |
| 出典                     | 評価                     |
| ------------------------ | ------------------------ |
| Allmusic                 | [ 2 ]                    |

## 収録曲
特記のない限り、デイヴ・ホランドの作品。
1. "Games" （スティーヴ・コールマン） - 5:04
2. "Quiet Fire" - 5:47
3. "Take The Coltrane" （デューク・エリントン） - 6:24
4. "Rivers Run" - 9:14
5. "Four Winds" - 4:18
6. "Triple Dance" - 8:05
7. "Blue" （ジャック・ディジョネット） - 6:06
8. "African Lullaby" （トラディショナル、編曲デイヴ・ホランド） - 3:08
9. "Segment" （チャーリー・パーカー） - 6:34
  - 1988年3月、ニューヨーク、ザ・パワー・ステーションにて録音。

## 楽曲についての注釈
- 「Four Winds」は、ホランドが1972年のECMレーベルでのデビュー・アルバムで取り上げた曲である。
- 「Rivers Run」は、作曲家でマルチインストゥルメンタリストのサム・リヴァースに捧げられた曲である[3]
- 「Rivers Run」は、後に2008年のホランドのセクステットによるアルバム『Pass It On』で、再度取り上げられた。

## パーソネル
- スティーヴ・コールマン - アルト・サクソフォーン
- デイヴ・ホランド - ダブルベース
- ジャック・ディジョネット - ドラム